# Terremoto de Constitución de 2012
El Terremoto de Constitución de 2012 fue un movimiento telúrico registrado el domingo 25 de marzo de 2012 a las 19:37 horas (hora local). Tuvo una magnitud de 7,1 MW (USGS) y su epicentro se localizó a 23 km al noreste de la ciudad de Constitución, en la Región del Maule, Chile. Fue, según expertos, una fuerte y tardía réplica del terremoto del 27 de febrero de 2010.
El temblor se dejó sentir desde la región de Coquimbo hasta la región de Los Lagos, siendo la Región del Maule la más afectada y provocando alta conmoción en las regiones de O'Higgins y del Biobío, fuertemente afectadas por el violento terremoto de 2010.

## Zonas afectadas
En la Región del Maule, la zona más afectada fue la de la ciudad de Constitución, la más inmediata al epicentro, en donde tuvo una intensidad de VIII grados en la escala de Mercalli. Según un reportaje de Televisión Nacional de Chile, el sismo destruyó el supermercado La Despensa de la ciudad, causó graves daños al Liceo de Constitución, dejando a 850 alumnos sin clases durante 1 semana, y dejó otros daños en el Hospital de Constitución, debiendo trasladar a los pacientes al Hospital de San Javier; además los suministros de energía eléctrica, agua potable y telefonía móvil se vieron afectados durante horas. Cerca de 1.000 personas evacuaron desde sus viviendas hacia los cerros por el miedo a un tsunami. En Talca, capital de la región, el terremoto provocó daños en varios colegios y liceos debiendo ser suspendidas sus clases; el Mall Plaza Maule de la ciudad fue evacuado instantáneamente por las personas, tanto visitantes como trabajadores del lugar. En Parral se registró 1 fallecido por causa de un ataque cardíaco. En Curicó 8 viviendas colapsaron con este sismo.
En las ciudades de Chillán, Concepción y Rancagua se registraron daños moderados, salvo la destrucción de 7 viviendas, 2 en O'Higgins, 4 en Ñuble y 1 en Lota Al igual que en la región del Maule, se registraron colapsos en la telefonía móvil.
En las ciudades de Valparaíso, Santiago, Temuco y Puerto Montt y localidades más pequeñas el sismo no provocó mayores daños, salvo especificaciones como la caída del cielo falso en un cine y caída de pequeños escombros en el Templo Votivo de Maipú.

## Intensidades
| Localidad          | Región        | Intensidad |
| ------------------ | ------------- | ---------- |
| Constitución       | Maule         | VIII       |
| Talca              | Maule         | VIII       |
| Cauquenes          | Maule         | VIII       |
| Cobquecura         | Biobío        | VII        |
| Linares            | Maule         | VII        |
| Parral             | Maule         | VII        |
| Gran Chillán       | Biobío        | VI         |
| Melipilla          | Metropolitana | VI         |
| Pichilemu          | O'Higgins     | VI         |
| Rancagua           | O'Higgins     | VI         |
| Santiago           | Metropolitana | VI         |
| Gran Concepción    | Biobío        | V          |
| Gran Temuco        | La Araucanía  | V          |
| Gran Valparaíso    | Valparaíso    | V          |
| Puerto Saavedra    | La Araucanía  | IV         |
| Panguipulli        | Los Ríos      | IV         |
| Villarrica         | La Araucanía  | IV         |
| La Serena-Coquimbo | Coquimbo      | III        |
| Valdivia           | Los Ríos      | III        |
| Osorno             | Los Lagos     | III        |
| Loncoche           | La Araucanía  | II         |
| Ovalle             | Coquimbo      | II         |